# Hrachoviště
Obec Hrachoviště (německy Hrachowischt) se nachází v okrese Jindřichův Hradec v Jihočeském kraji. Žije zde 82 obyvatel.
Nachází se zde stavby lidové architektury pozoruhodně urbanisticky uspořádané. Celkový počet domů dosahuje padesáti pěti.

## Historie
První písemná zmínka o obci pochází z roku 1366, kdy ji Jan z Landštejna prodal Rožmberkům. Rožmberkové darovali polovinu vesnice klášteru třeboňskému a později celou.

## Galerie

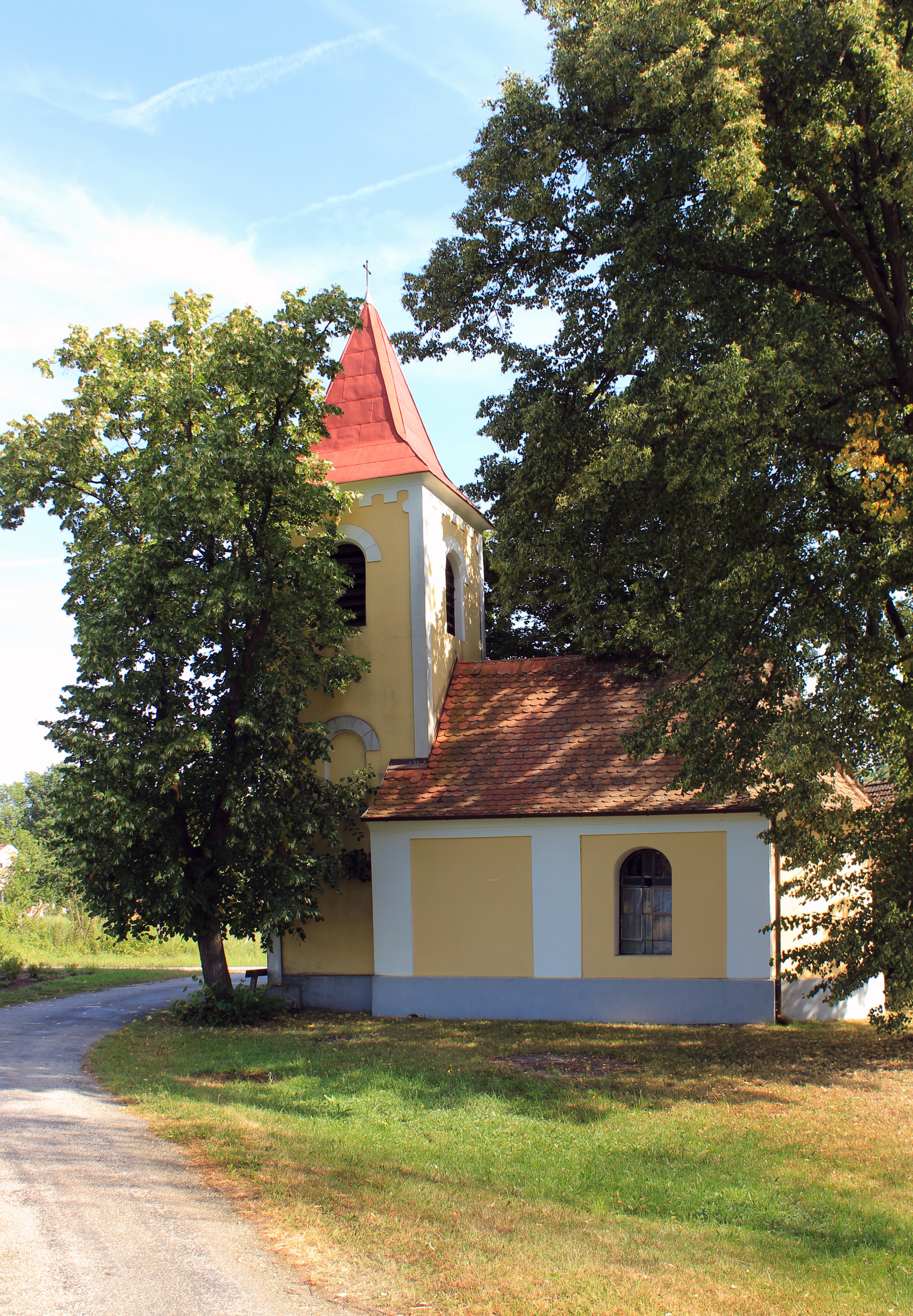
Kaple na návsi
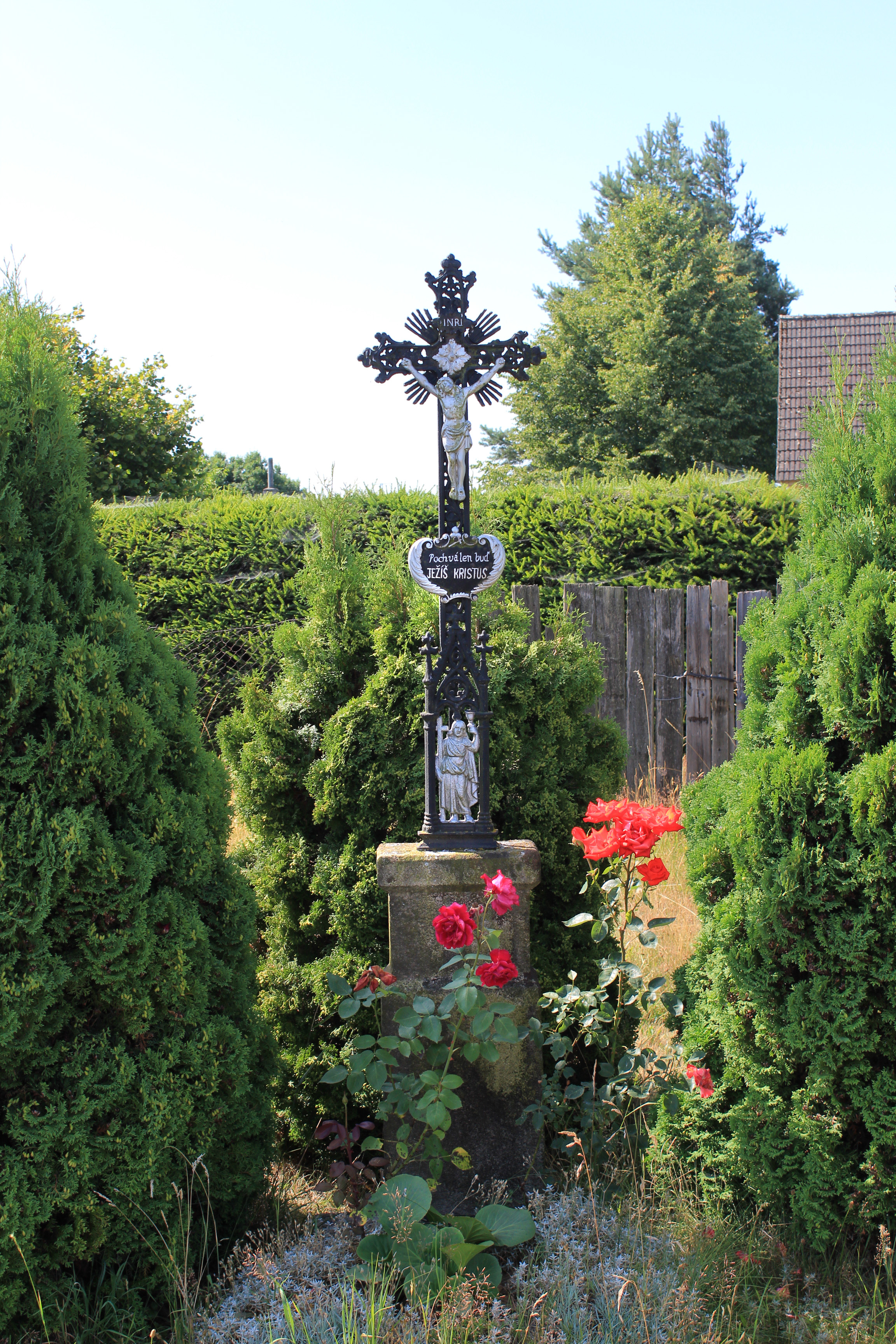
Křížek u kaple
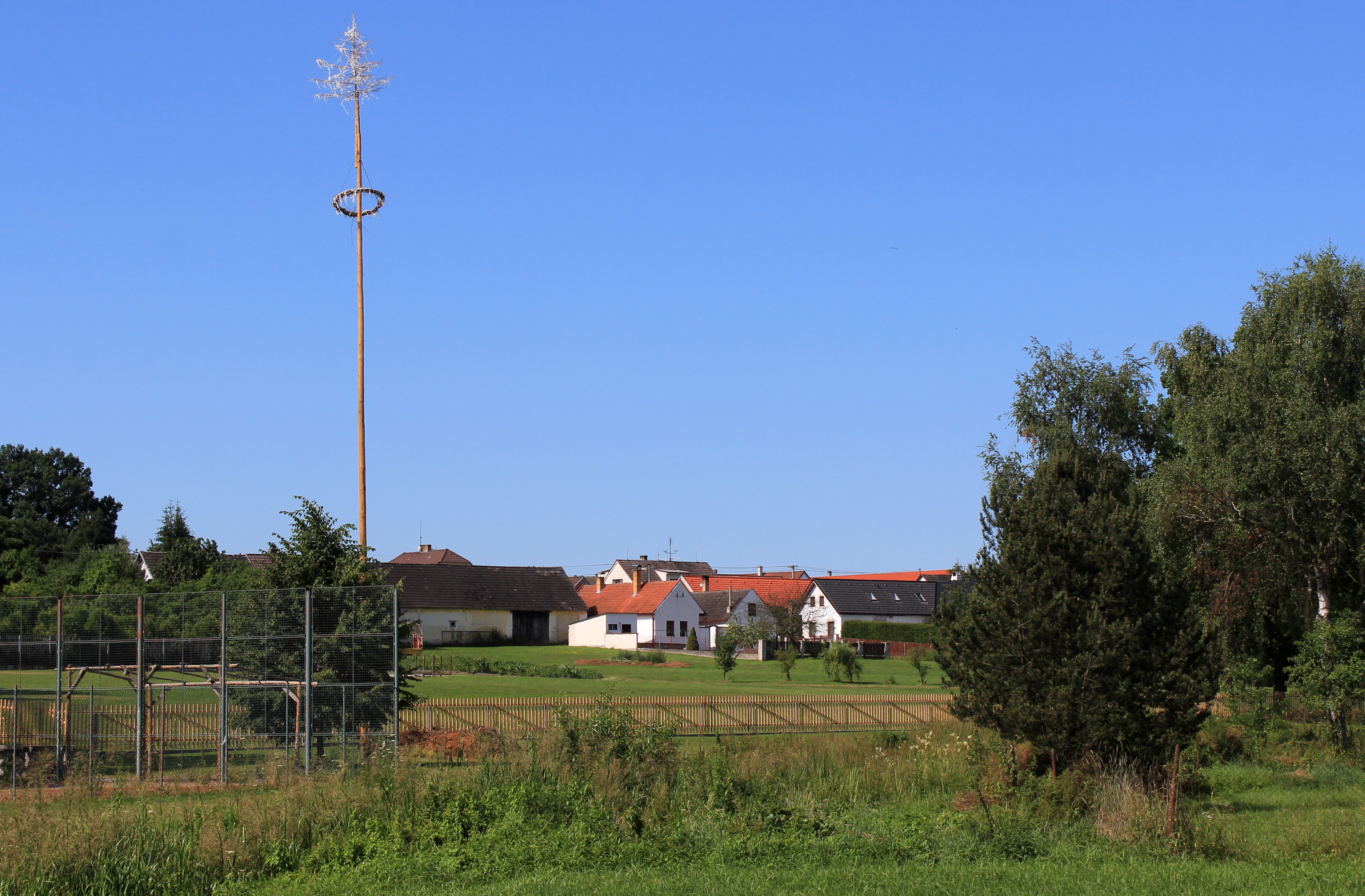
Západní část vsi s májkou